# 移风店镇
移风店镇是中国山东省青岛市即墨区下辖的一个镇。

## 行政区划
移风店镇下辖前店村、移风店村、后古村、林家疃村、后店村、堤前村、马军寨村、毛公泊村、官庄村、沙埠村、黄戈庄村、三湾庄村、大院村、家西村、前古村、南埠村、大坝村、小坝村、李家庄村、大庄村、韩家庄村、东桥村、西桥村、上泊村、沟西村、黑家屯村、牟家村、孙家村、甄家庄村、店东村、西马龙疃村、东马龙疃村、洼里村、院上村、黄家庄村、太平庄村、矫家庄村、女儿村、付家村、徐家沟村、东朱家庄村、王家村、张家村、赵家村、河北庄村、任家庄村、西太祉庄村、东太祉庄村、东丰台村、西丰台村、西朱家庄村、高吉庄村、冷家埠村、道头村、东河流庄村、西河流庄村、三里村、肖兰家庄村、辛家帖村、曹家屯村、荒洼村、大兰家庄村、吴家屯村、南辛庄村、北辛庄村、坊庄村、七级西南村、七级东北村、七级西北村、七级东南村、张李庄村、西七级东村、西七级西村、后吕村、前吕村、北岔河村、中岔河村、西龙湾头村、康家庄村、北张院村、中张院村、南张院村、毛子埠村、北住村、大欧村、小欧村、青中埠村、中间埠村、张王庄村、泉庄村、谢家屯村、八里庄村、桑家埠村、丰享庄村、湍湾西南村、湍湾西北村、湍湾大街村、湍湾东街村、湍湾石棚村、綦家埠村。